# Karel Tůma (Journalist)

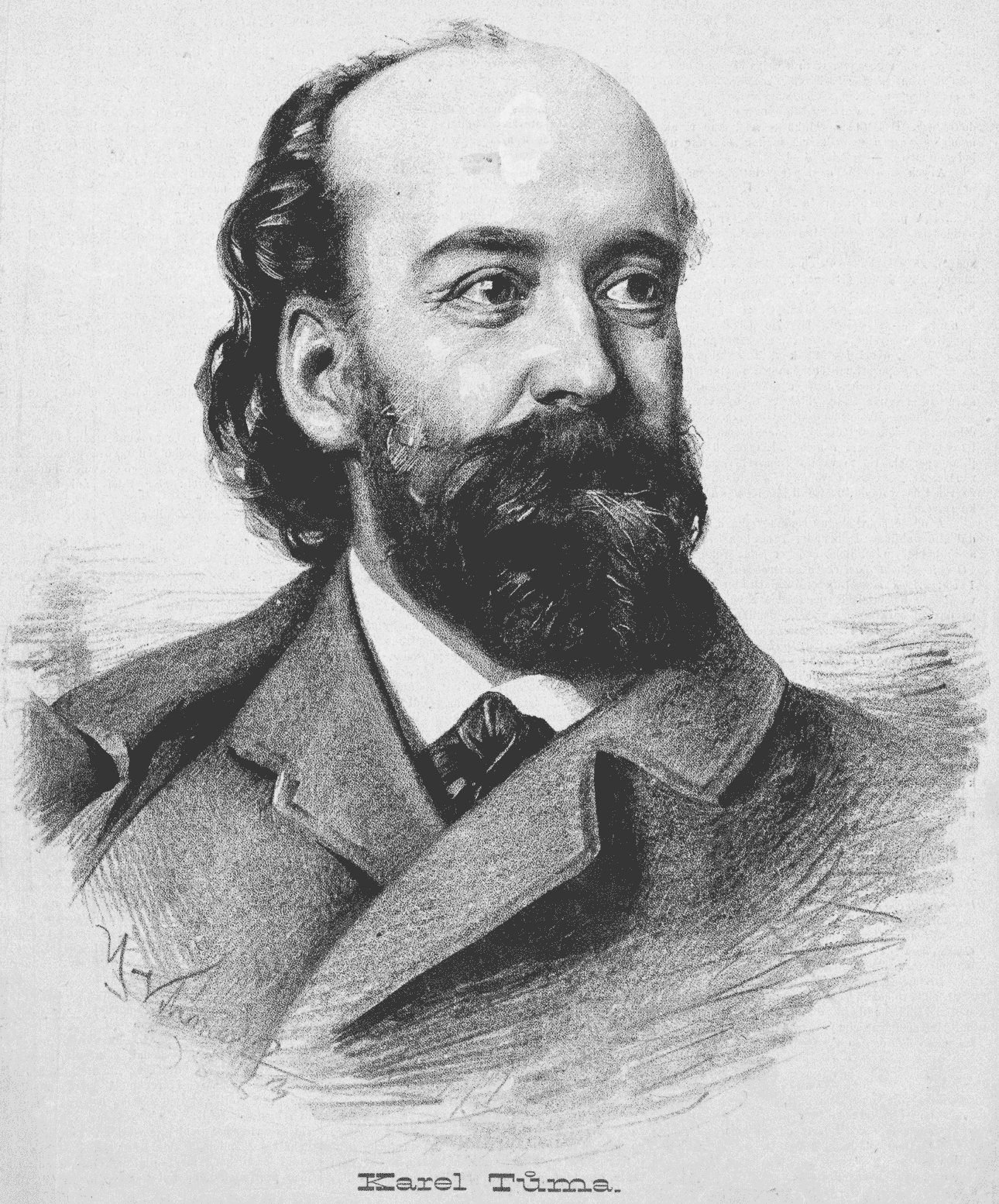
Jan Vilímek: Karel Tůma (1883)

Karel Tůma (geboren 6. September 1843 in Prag, Kaisertum Österreich; gestorben 9. Mai 1917 ebenda) war ein tschechischer Journalist, Schriftsteller und Politiker.

## Leben
Karel Tůma war Sohn eines böhmischen Gerichtsrats. Er besuchte in Rychnov nad Kněžnou, Hradec Králové und in Písek das Gymnasium. Das Studium am Prager Polytechnikum brach er ab und trat 1862 in die Redaktion der Zeitung Národní listy ein, der er bis zu seinem Tod angehörte, ab seiner Pensionierung 1912 als Senioreditor. Er heiratete die Sängerin Marie Čelakovská (1841–1892), eine Tochter des Schriftstellers František Ladislav Čelakovský, deren Brüder zum linksliberalen tschechischen Bürgertum zählten. Seine Tochter Marie Tůmová wurde Lehrerin und engagierte sich für das nationale Wahlrecht der Tschechen und für das Frauenwahlrecht in Österreich-Ungarn.
Tůma schrieb schon früh Gedichte für die tschechische Nationalbewegung und war 1862 bei der Gründung des Turnverbands Sokol Herausgeber eines Liederbuchs. Ab 1870 war er verantwortlicher politischer Redakteur und verfasste in den Folgejahren circa 5000 Leitartikel. Er publizierte auch in der Zeitung Svoboda und in den Literaturzeitschriften Lumír und Kvety.
1868 wurde er aus politischen Gründen zusammen mit Josef Barák zu drei Jahren schweren Kerkers verurteilt und erst 1870 amnestiert. 1874 gehörten beide zu den Gründer der Národní strana svobodomyslná (Jungtschechen). Er kandidierte mehrmals vergeblich für den Böhmischen Landtag und war dann von 1883 bis 1895 Landtagsabgeordneter. Er forderte das gleiche Männerwahlrecht. 1896 zog er sich aus der aktiven Politik zurück.
Tůma publizierte neben seiner journalistischen Arbeit politische Biographien, Erzählungen, Humoresken und Lustspiele.

## Schriften (Auswahl)
politische Schriften
- O boji národa amerického za samostatnost (1872)
- Ze života malého národa (1874)
- Obraz osudův lidu irského pod cizovládou britskou (1882)
- Bojovníci za svobodu (1901)

Monografien
- O Jiřím Washingtonovi, zakladateli svobody americké (1872)
- Apoštol svobody (1873)
- Dějinné charaktery (1881)
- Leon Gambetta, obraz života a povahy jeho (1883)
- Život Dr.Julia Grégra, slavného obránce svobody české (1896)
- Josef Garibaldi, bohatýr svobody (1908)
- Karel Havlíček Borovský (1883)
- Vybrané spisy K.H.Borovského (1886–1887)

Belletristik
- Übersetzung Básně A. Petöfiho (1871) [Gedichte von Sándor Petőfi ]
- Lieder
  - Hranice vzplála tam na břehu Rýna
  - Píseň české omladiny
- Z českých mlýnů (1885–1886) (sechs humoristische Bücher)